# 威德海茨 (內華達州)
威德海茨（英語：Weed Heights）是位於美國內華達州萊昂縣的非建制地區。

## 歷史
威德海茨的郵局於1953年設立，其後於1982年停運。

## 地理
威德海茨所處的海拔為高於海平面1422米（即4666英呎），而該地所採用的時區為UTC-8，即太平洋时区（PST）。同時該地設有夏令時間，為UTC-8調快一小時，即UTC-7（PDT）。